# Vigna longissima
Vigna longissima là một loài thực vật có hoa trong họ Đậu. Loài này được Hutch. miêu tả khoa học đầu tiên.